# Estate loca
Estate loca è un album in studio di Gianni Drudi, pubblicato nel 2006. Stranamente l'album presenta la riedizione di tre tracce: Ping pong ,Fiky Fiky, Ma che ca*zo dici!?, il primo brano ripubblicato è dell'album Ping pong mentre gli altri due dell'album C'è chi cucca chi no!.

## Tracce
1. L'estate che scotta
2. Estate loca!
3. La mia strega
4. IL gallo della riviera
5. Zanzibar
6. Ping pong
7. Vai e vien
8. Neve a Ferragosto
9. E bahia
10. Ginnastica
11. Va con Dios
12. Trittitirri
13. Fiky Fiky
14. Ma che cazzo dici!?